# Xã Lakewood, Quận Shelby, Illinois
Xã Lakewood (tiếng Anh: Lakewood Township) là một xã thuộc quận Shelby, tiểu bang Illinois, Hoa Kỳ. Năm 2010, dân số của xã này là 439 người.